# ANDOS
ANDOS, ryskt operativsystem som användes av bland annat Elektronika BK-0010. ANDOS skapades 1990 och släpptes 1992.